# VASS
VASS è una società di soluzioni digitali presente in 26 Paesi in Europa, America e Asia. È stata fondata nel 1999 a Madrid (Spagna). Dal 2020 è di proprietà della società statunitense One Equity Partners (ONE).

## Storia
L'azienda è stata creata nel 1999 dall'economista Franciso Javier Latasa nella casa di famiglia ad Alcobendas, con un capitale iniziale di 500000 pesetas. VASS è l'acronimo di "Value Added Solutions and Services" (Soluzioni e Servizi a Valore Aggiunto). L'acronimo è stato adottato come nome dell'azienda dal nome del nonno del fondatore, lo scultore di Cadice Juan Luis Vassallo. Il logo dell'azienda è la prima parte della firma dell'artista.
VASS ha iniziato installando sistemi SAP che consentivano alle aziende di gestire le risorse umane, finanziarie-contabili, produttive e logistiche. Nel 2006 ha aperto una sede a Barcellona e nel 2007 un'altra a Londra. Dal 2010 si è espansa a livello internazionale negli Stati Uniti, in Messico, Colombia, Cile, Perù e ad Amsterdam. Alla fine del 2020, l'azienda è stata acquisita dalla società di venture capital One Equity Partners (OEP), continuando a espandersi acquisendo aziende del settore tecnologico e fondandone di nuove.

## Gruppo VASS
L'ecosistema dell'azienda abbraccia settori come la customer experience, il cloud computing, l'intelligenza artificiale, la cybersicurezza, l'ingegneria del software e il settore bancario, tra gli altri. L'ecosistema dell'azienda comprende anche i seguenti settori.
Nel 2006, VASS si è espansa creando Serbatic, una società di servizi ICT. Nel 2008, Nateevo, una società di marketing digitale (ex Montejava e Vass Digital). Nel 2011, sono state create nuove linee di business: mobilità aziendale e strategia digitale globale, e sono state ottenute le certificazioni ISO/IEC 20000 e ISO/IEC 27001.
Nel 2016 l'azienda si è trasferita al Parque Empresarial La Moraleja di Alcobendas. Nel 2018 il gruppo ha creato vdSHOP, una società di fullcommerce.
In seguito all'investimento di maggioranza da parte di One Equity Partners (OEP), sono state acquisite le società CRI Group, specializzata in cybersecurity e con sede in Lussemburgo, Ecenta AG (società tedesca di tecnologia e strategia per i clienti SAP) e Comunitek (sistemi e prodotti per il settore bancario all'ingrosso e i mercati dei capitali), nonché la fondazione di T4S Advanced Solutions (consulenza SAP).
Nel 2022 il Gruppo VASS ha acquisito One Inside (società tecnologica svizzera Adobe), Movetia (società spagnola di servizi digitali per il settore automobilistico e finanziario), Hexagon Data (società messicana di automazione del marketing digitale), Zington (società svedese di consulenza tecnologica digitale), Intelygenz (società spagnola di intelligenza artificiale). Nel 2023 VASS ha acquisito Copilot (società di consulenza software statunitense), PSKinetic (società britannica per l'integrazione dell'IA nel settore finanziario), e Pia Relations (società svedese di consulenza CRM e servizi cloud).